# 長野市立三輪小学校
長野市立三輪小学校（ながのしりつ みわしょうがっこう） は、長野県長野市三輪8丁目にある公立小学校。

## 沿革
- 1873年（明治6年） - 洗心学校として三輪村相之木円通寺に学校を建設する。
- 1883年（明治16年） - 円通寺の土地を借り受け教室を増築する。
- 1886年（明治19年） - 尋常小学校宇木学校と改称し、吉田と上松に分校を建設する。
- 1889年（明治22年） - 三輪尋常小学校と改称。
- 1892年（明治25年） - 火事により校舎が全焼する。
- 1893年（明治26年） - 現在の場所に校舎を建設。
- 1894年（明治27年） - 第1回開校記念を行う。
- 1895年（明治28年） - 第1回校庭運動会開催。
- 1903年（明治36年） - 三輪尋常高等小学校と改称。
- 1906年（明治39年） - 修学旅行を行う。
- 1910年（明治43年） - 校章制定。
- 1917年（大正6年） - 西校舎と中校舎が増築される。
- 1923年（大正12年） - 大正6年に増築された西校舎および中校舎が全焼する。同年、三輪村の長野市への合併により、長野市三輪尋常小学校と改称。
- 1941年（昭和16年） - 国民学校令により、長野市三輪国民学校と改称。
- 1946年（昭和21年） - 味噌汁給食を開始する。
- 1947年（昭和22年） - 学制改革（新学制）により、長野市立三輪小学校と改称。同年、音楽会を開催。
- 1952年（昭和27年） - 第1回全校避難訓練を行う。
- 1953年（昭和28年） - 新体育館が竣工。同年、開校80周年記念式典挙行。
- 1954年（昭和29年） - 校歌制定。
- 1955年（昭和30年） - 城東小学校開校にともない、一部児童が城東小学校および城山小学校へ転籍。
- 1957年（昭和32年） - 学区変更にともない一部児童が城東小学校へ転籍。
- 1960年（昭和35年） - プール竣工。
- 1961年（昭和36年） - 開校88周年記念式典挙行。同年、東校舎が竣工。
- 1964年（昭和39年） - 体育館を増築する。
- 1967年（昭和42年） - 学校目標を定める。
- 1973年（昭和48年） - 開校100周年記念式典挙行。
- 1976年（昭和51年） - 西校舎を改築。同年、少年の像「望と勇」が完成する。
- 1978年（昭和53年） - 南校舎を改築。
- 1979年（昭和54年） - ことばの教室、きこえの教室を開設する。
- 1981年（昭和56年） - ひまわり学級を開設する。
- 1986年（昭和61年） - 新プールが竣工。
- 1988年（昭和63年） - 新体育館が竣工。
- 1993年（平成5年） - 開校120周年記念式典挙行。
- 1999年（平成11年） - けやき学級を開設する。
- 2001年（平成13年） - 復活した三輪甚句を運動会で披露する。
- 2003年（平成15年） - 開校130周年を迎え、この年の運動会・音楽会を記念の会として行う。同年、パソコン室およびパソコン設置工事を行う。
- 2011年（平成23年） - 東校舎が竣工。
- 2013年（平成25年） - 南校舎が竣工。校庭改良工事を行う。同年、開校140周年記念式典挙行。
- 2014年（平成26年） - 地域の方による学習ボランティアがスタート。
- 2016年（平成28年） - 三輪小学校CSがスタート。
- 2023年（令和5年） - 開校150周年を迎える。

## 通学区域
- 箱清水1丁目の一部、三輪1丁目の一部、三輪2丁目、三輪3丁目、三輪4丁目、三輪6丁目の一部、三輪7丁目の一部、三輪8丁目の一部、三輪9丁目の一部[1]

## 交通アクセス
- 長野電鉄長野線本郷駅から、徒歩約95m・約1～2分（直線距離は約70mだが、美和神社敷地縁部の道路を回る為、若干遠回りとなる）。
- 長電バス「本郷駅」バス停下車後、徒歩約105m・約2分（直線距離は約55mだが、美和神社敷地縁部の道路に回る為、約2倍の距離となる）。

## 周辺
- 長野市三輪児童センター - 敷地が隣接
- 美和神社 - 敷地が隣接
- 長野県道399号長野豊野線
- 長野電鉄長野線本郷駅
- 社会福祉法人ミツワ会三輪保育園